# Miss America 2010
Miss America 2010 è l'ottantanovesima edizione del concorso Miss America. Si è tenuto presso il Theatre for the Performing Arts dentro al Planet Hollywood Resort and Casino di Las Vegas il 30 gennaio 2010. Miss America 2009, Katie Stam dell'Indiana, ha incoronato la concorrente che ha preso il suo posto Caressa Cameron dalla Virginia alla fine dell'evento.

## Piazzamenti
| Risultato finale  | Concorrente                                                                               |
| ----------------- | ----------------------------------------------------------------------------------------- |
| Miss America 2010 | - Virginia - Caressa Cameron                                                              |
| 2ª classificata   | - California - Kristy Cavinder                                                            |
| 3ª classificata   | - Tennessee - Stefanie Wittler                                                            |
| 4ª classificata   | - Louisiana - Katherine Putnam                                                            |
| 5ª classificata   | - Kentucky - Mallory Ervin *                                                              |
| Top 7             | - Hawaii - Raeceen Woolford - Nuovo Messico - Nicole Miner                                |
| Top 10            | - Distretto di Columbia - Jen Corey - Nebraska - Brittany Jeffers - Texas - Kristen Blair |
| Top 12            | - Colorado - Katie Layman - Oklahoma - Taylor Treat *                                     |
| Top 15            | - Arkansas - Sarah Slocum * - Indiana - Nicole Pollard - Oregon - C C Barber **           |

Note:
* -- America's Choice
** -- Contestant's Choice

### Riconoscimenti speciali
| Riconoscimento                         | Concorrente                                                                               |
| -------------------------------------- | ----------------------------------------------------------------------------------------- |
| Preliminary Swimsuit                   | - New York - Alyse Zwick - Oregon - CC Barber - Porto Rico - Miriam Pabón                 |
| Miss Talent                            | - California - Kristy Cavinder - Michigan - Nicole Blaszczyk - Virginia - Caressa Cameron |
| Quality of Life Awards                 | - Oklahoma - Taylor Treat                                                                 |
| Dr. & Mrs. David B. Allman Scholarship | - Pennsylvania - Shannon Doyle                                                            |

## Le concorrenti
- Alabama - Liz Cochran
- Alaska - Sydnee Waggoner
- Arizona - Savanna Troupe
- Arkansas - Sarah Slocum
- California - Kristy Marie Cavinder
- Carolina del Nord - Katherine Elizabeth Southard
- Carolina del Nord - Kelly Annette Sloan
- Colorado - Katie Layman
- Connecticut - Sharalynn Kuziak
- Dakota del Nord - Katie Ralston
- Dakota del Sud - Morgan Peck
- Delaware - Heather Lehman
- Distretto di Columbia - Jen Corey
- Florida - Rachael Todd
- Georgia - Emily Cook
- Hawaii - Raeceen Anuenue Woolford
- Idaho - Kara Jackson
- Illinois - Erin O'Connor
- Indiana - Nicole Lynn Pollard
- Iowa - Anne Michael Langguth
- Isole Vergini Americane - Shayla S. Solomon
- Kansas - Becki Ronen
- Kentucky - Mallory Ervin
- Louisiana - Katherine Putnam
- Maine - Susanna Stauble
- Maryland - Brooke Poklemba
- Massachusetts - Amanda Kelly
- Michigan - Nicole Blaszczyk
- Minnesota - Brooke Kelly Kilgarriff
- Mississippi - Anna Tadlock
- Missouri - Tara Osseck
- Montana - Brittany Wiser
- Nebraska - Brittany Jeffers
- Nevada - Christina Maureen Keegan
- New Hampshire - Lindsey Graham
- New Jersey - Ashley Shaffer
- New York - Alyse Zwick
- Nuovo Messico - Nicole Miner
- Ohio - Erica Gelhaus
- Oklahoma - Taylor Treat
- Oregon - CC Barber
- Pennsylvania - Shannon Doyle
- Porto Rico - Miriam Pabón
- Rhode Island - Julianna Claire Strout
- Tennessee - Stefanie Wittler
- Texas - Kristen Blair
- Utah - Whitney Merrifield
- Vermont - Laura Hall
- Virginia - Caressa Cameron
- Virginia Occidentale - Talia Rochelle Markham
- Washington - Devanni Partridge
- Wisconsin - Kristina Smaby
- Wyoming - Anna Nelson